# Sous-sol (architecture)
Pour les articles homonymes, voir Sous-sol.

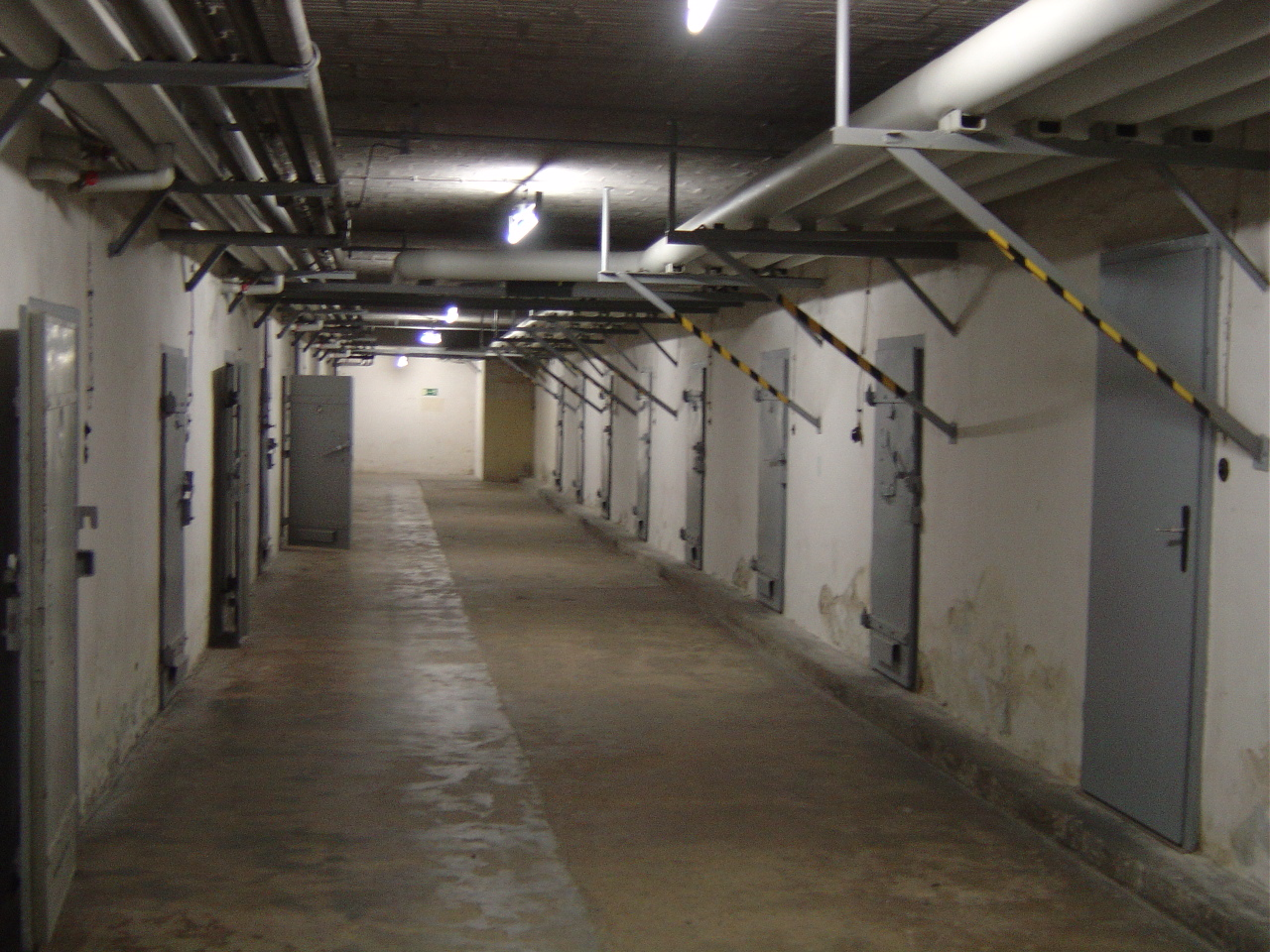
Sous-sol.

En architecture, on appelle sous-sol toute pièce ou étage qui est en dessous du « rez-de-chaussée » d'un édifice, et donc qui est majoritairement ou entièrement en dessous de la surface du sol.

## Définitions
En architecture, un sous-sol se définit comme partie d'un bâtiment enterrée partiellement ou totalement, utilisable pour des locaux divers (cave, buanderie...)
En France, pour un « Établissement Recevant du Public » un local est dit en sous-sol quand il remplit une des conditions suivantes :
- la sous-face du plancher haut est à moins de 1 mètre au-dessus du niveau moyen des seuils des issues sur l'extérieur de ce local ;
- le plancher bas est à plus de 1 mètre en contrebas du niveau moyen des seuils des issues sur l'extérieur de ce local[2].

Les sous-sols qui regroupent des caves, des garages ou des niveaux techniques, sont apparus à la fin du XIXe siècle après les caves voûtées traditionnelles du XIIe siècle désignant des locaux souterrains ne débouchant pas comme le font les galeries de passage.

## Étages
Le nombre d'étages de sous-sols — la profondeur atteinte — est limité ordinairement par des contraintes techniques dues au risque d’inondation, à la présence de nappe phréatique dont la construction doit tenir compte. Si la rareté du terrain l’oblige, la profondeur est moins un frein pour un usage de stockage, par exemple pour des silos de stationnement qui peuvent dépasser la dizaine d'étages.

## Histoire
Les sous-sols sont devenus suivant les contraintes urbaines de la fin du XXe siècle parfois des niveaux ordinaires, des étages d'utilisation fonctionnelle au même titre que les autres pour certaines organisations utilisatrices, ou présentant un intérêt par rapport au climat, aux longs hivers (Canada) ou aux canicules, voire un intérêt de sécurité civile (Suisse et Israël, hôpital Rambam de Haïfa) ou militaire (France).